# Hermann Recknagel
Hermann Recknagel (Hofgeismar, 18 luglio 1892 – Petrikau, 23 gennaio 1945) è stato un militare tedesco.

## Biografia
Figlio di Adolf Recknagel e di sua moglie Maria von Hof, Hermann sposò il 28 ottobre 1924 a Beulwitz Carola von Hertzberg.

### La prima guerra mondiale
Dopo la conclusione degli studi, entrò il 25 settembre 1913 come ufficiale cadetto nel reggimento di fanteria "von Wittich" n. 83. Poco dopo lo scoppio della prima guerra mondiale, venne promosso tenente il 6 agosto 1914 e trasferito con il suo reggimento al Fronte occidentale, dove prestò servizio come capo plotone. Alla fine del 1914, il reggimento giunse sul fronte orientale, sempre in servizio, dove Hermann venne ferito diverse volte. Il 18 aprile 1918 per il valore dimostrato venne promosso al rango di tenente.

### Tra le due guerre
Dopo la fine della prima guerra mondiale, Recknagel entrò nei corpi di riserva come volontario. Dal 1º ottobre 1920 venne trasferito al 12º reggimento di fanteria d'istanza ad Halberstadt. Dal 1º ottobre 1921 e sino al 30 settembre 1922 venne assegnato al Führergehilfenausbildung (l'addestramento personale) come ufficiale del 4º reggimento d'artiglieria d'istanza a Dresda. Dal 1º ottobre 1922, tornò nuovamente a Halberstadt, dove il 1º ottobre 1926 ricevette la promozione a capitano. Dal 1º aprile 1928, fu il capo della 14ª compagnia, e nel 1930 si unì come capo della 7ª compagnia del reggimento a Quedlinburg.
Il 1º agosto 1934 venne promosso al rango di maggiore e il 1º ottobre 1934 venne nominato comandante del 2º battaglione del reggimento di fanteria "Glogau". Venne promosso tenente colonnello il 1 marzo 1937.

### La seconda guerra mondiale
Poco prima dell'inizio della seconda guerra mondiale, Recknagel venne nominato il 26 agosto 1939 comandante del suo reggimento, conducendolo per la prima volta in quello stesso anno nella campagna di occupazione della Polonia. Il 1º febbraio 1940 venne promosso colonnello e dal maggio di quello stesso anno guidò il suo reggimento nella campagna sul fronte occidentale. Per la conquista della città di Dunkerque da parte del suo reggimento, ricevette il 5 agosto 1940 la Croce di Cavaliere dell'Ordine della Croce di Ferro.
Dopo la fine delle operazioni di combattimento in Francia, il suo reggimento si preparò per prendere parte all'Operazione Barbarossa e venne spostato sul fronte est per l'attacco all'Unione Sovietica. Il 15 luglio 1941 Recknagel venne ferito vicino a Vinnycja, nell'attuale Ucraina. Dopo un periodo di degenza in ospedale e il recupero Recknagel dal 1º gennaio 1942 ottenne il comando della 111ª divisione di fanteria e il 1º giugno 1943 ottenne la nomina a tenente generale.
Dal 15 al 31 agosto 1943, comandò le operazioni presso il Mar d'Azov a nord di Taganrog. Fu per un breve tempo il comandante della riserva dell'alto comando dell'esercito tedesco. Il 1º luglio 1944 venne promosso al rango di generale di fanteria ed ottenne contemporaneamente il comando del 42º corpo d'armata.
Venne coinvolto negli ultimi scontri contro l'Armata Rossa e venne infine catturato dai partigiani che lo uccisero a Piotrków Trybunalski il 23 gennaio 1945.